# Visoravan
Visoravan (još i zaravan) označava ravničarski ili lagano brežuljkast krajolik ili regiju koja je znatno viša od okolnih područja ili njihovih dijelova. Nalazi se na relativno visokoj nadmorskoj visini.
U priobalnim regijama već se kod visine od 200 m iznad mora određeni krajolici nazivaju visoravni.
U nekim područjima, primjerice Tibeta, postoje i gusto naseljeni visoravni s odgovarajućom klimom do preko 3000 m nadmorske visine.